# Преслав Йорданов
Преслав Йорданов (болг. Преслав Йорданов; нар. 21 липня 1989, Плевен) — болгарський футболіст, нападник клубу «Етар» (Велико-Тирново).

## Клубна кар'єра
Народився 21 липня 1989 року в місті Плевен. Вихованець футбольної школи клубу «Спартак» (Плевен). Дорослу футбольну кар'єру розпочав 2006 року в основній команді того ж клубу, в якій провів один сезон, взявши участь у 17 матчах чемпіонату. Він дебютував за рідний клуб 23 вересня 2006 року в матчі Другої ліги проти «Хебира» у віці 17 років.
У травні 2007 року Йорданов підписав угоду з командою вищого дивізіону «Локомотив» (Софія), але на сезон 2007/08 він був орендований клубом «Локомотив» (Мездра). Там молодий гравець отримав важку травму і мало грав, після чого повернувся в «Локомотив». Він тренувався з «залізничниками», але знову був відданий в оренду, цього разу в рідний «Спартак» (Плевен) у 2008 році, де виявився рятівником, забивши 7 голів у 9 матчах. 5 березня 2008 року він зробив свій перший хет-трик у кар'єрі, забивши чотири голи в матчі проти столичної «Академіки» (5:3).
У сезоні 2008/09 Йорданов повернувся до софійського «Локомотива», виступаючи за резерв. 23 січня 2009 року Преслав приєднався на правах оренди до кінця сезону у «Беласицю» (Петрич). За неї він провів 10 матчів у вищому дивізіону, забив три голи.
Йорданов дебютував у складі софійського «Локомотива» 14 серпня 2009 року в домашньому матчі проти «Спортіста» (3:2), вийшовши на заміну замість Крістіана Добрева. Він забив свій перший гол через рік, 9 серпня 2010 року, у виїзній грі проти «Левскі» (1:3). 21 липня 2011 року Йорданов забив свої перші голи у єврокубках, двічі відзначившись у домашньому переможному матчі проти «Металурга» зі Скоп'є (3:2) у другому кваліфікаційному раунді Ліги Європи 2011/12, чим допоміг своїй команді пройти до наступного етапу. У грудні він покинув клуб через фінансові проблеми.
4 грудня 2011 року Йорданов підписав контракт з «Чорноморцем» (Бургас) і приєднається до свого нового клубу в січні 2012 року. Йорданов вразив під час передсезонної кампанії «Чорноморця», забивши 9 голів в 11 товариських матчах. 4 березня 2012 року він дебютував у домашньому матчі проти софійського ЦСКА (2:0), відігравши всі 90 хвилин. Йорданов вперше забив в офіційному матчі 21 березня 2012 року, забивши гол на останній хвилині в гостьовому матчі чемпіонату проти «Каліакри» (4:0).
13 грудня 2012 року його заарештували за договірні матчі. Пізніше Йорданова звільнили без висунення йому будь-яких звинувачень.
Влітку 2014 року Йорданов повернувся до софійського «Локомотива», з яким вилетів з вищого дивізіону в кінці сезону 2014/15. Після цього Йорданов влітку 2015 року приєднався до софійського ЦСКА, який грав у третьому дивізіоні. За армійську команду дебютував 9 серпня 2015 року в матчі проти клубу «Струмська слава» (3:0), відзначившись двома голами в першому матчі. Швидко зарекомендувавши себе як впливовий гравець команди, за весь сезон він забив 34 голи в 26 матчах, вигравши Кубок Болгарії сезону 2015/16 і перше місце в південно-західній групі чемпіонату, допомігши їй повернутись в еліту. Там у першій половині сезону 2016/17 займав постійне місце в нападі.
15 лютого 2017 року ЦСКА продав Йорданова казахстанському клубу «Ордабаси» за нерозголошену суму. Там він часто сидів на лаві запасних і грав нерегулярно, тому після одного сезону він повернувся до Болгарії, де в березні 2018 рокуйого підписав «Пірін» (Благоєвград). Він і його нова команда вилетіли з вищого дивізіону в кінці сезону 2017/18, після чого Преслав провів півроку без клубу. Надалі був частиною команди «Септемврі» з грудня 2018 по травень 2020 року.
У травні 2020 року Йорданов повернувся у «Пирин» з Благоєвграда, підписавши 2-річний контракт і пробув там до літа 2023 року.
Протягом 2023—2024 років захищав кольори клубу другого дивізіону «Добруджа», після чого приєднався до складу клубу «Етир».

### Виступи за збірну
Йорданов виступав за різні молодіжні команди Болгарії. Він був викликаний до основної збірної Болгарії Івайло Петєвим для відбіркового матчу до чемпіонату світу 2018 року проти Люксембургу у вересні 2016 року, але був змушений відмовитися від виступів через травму. 13 листопада 2016 року Йорданов провів свій перший і єдиний матч за збірну Болгарії під керівництвом нового тренера Петара Хубчева, вийшовши на заміну замість Івеліна Попова в другому таймі під час перемоги над Білоруссю (1:0) у відбірковому матчі до чемпіонату світу.

## Статистика кар'єри
| Клуб                 | Сезон   | Ліга       | Чемпіонат | Чемпіонат | Кубок | Кубок | Єврокубки | Єврокубки | Всього | Всього |
| Клуб                 | Сезон   | Ліга       | Ігор      | Голів     | Ігор  | Голів | Ігор      | Голів     | Ігор   | Голів  |
| -------------------- | ------- | ---------- | --------- | --------- | ----- | ----- | --------- | --------- | ------ | ------ |
| Спартак (Плевен)     | 2006–07 | Друга ліга | 17        | 3         | 0     | 0     | –         | –         | 17     | 3      |
| Локомотив (Мездра)   | 2007–08 | Друга ліга | 5         | 0         | 0     | 0     | –         | –         | 5      | 0      |
| Спартак (Плевен)     | 2007–08 | Друга ліга | 11        | 7         | 0     | 0     | –         | –         | 11     | 7      |
| Локомотив (Софія)    | 2008–09 | Перша ліга | 0         | 0         | 0     | 0     | 0         | 0         | 0      | 0      |
| Беласиця (Петрич)    | 2008–09 | Перша ліга | 10        | 3         | 1     | 1     | –         | –         | 11     | 4      |
| Локомотив (Софія)    | 2009–10 | Перша ліга | 8         | 0         | 1     | 0     | –         | –         | 9      | 0      |
| Локомотив (Софія)    | 2010–11 | Перша ліга | 19        | 5         | 1     | 0     | –         | –         | 20     | 5      |
| Локомотив (Софія)    | 2011–12 | Перша ліга | 14        | 5         | 1     | 0     | 2         | 2         | 17     | 7      |
| Чорноморець (Бургас) | 2011–12 | Перша ліга | 12        | 2         | 0     | 0     | 0         | 0         | 12     | 2      |
| Чорноморець (Бургас) | 2012–13 | Перша ліга | 23        | 2         | 0     | 0     | –         | –         | 23     | 2      |
| Чорноморець (Бургас) | 2013–14 | Перша ліга | 5         | 0         | 0     | 0     | –         | –         | 5      | 0      |
| Локомотив (Софія)    | 2014–15 | Перша ліга | 12        | 3         | 4     | 0     | –         | –         | 16     | 4      |
| ЦСКА (Софія)         | 2015–16 | Третя ліга | 17        | 23        | 9     | 10    | –         | –         | 26     | 33     |
| Всього               | Всього  | Всього     | 153       | 53        | 17    | 11    | 2         | 2         | 172    | 67     |

### Статистика виступів за збірну
| Дата       | Місто         | Господарі | Результат | Гості    | Турнір            | Голи | Примітки |
| ---------- | ------------- | --------- | --------- | -------- | ----------------- | ---- | -------- |
| 13-11-2016 | Софія (місто) | Болгарія  | 1 – 0     | Білорусь | Відбір до ЧС 2018 | -    | 75'      |
| Усього     |               | Матчів    | 1         |          | Голів             | 0    |          |

## Досягнення
- Володар Кубка Болгарії: 2015/16